# Hypsignathus monstrosus
Hypsignathus monstrosus — вид рукокрилих, родини Криланових, що мешкає у Західній і Центральній Африці.

## Морфологія
Довжина голови й тіла: 193—304 мм, хвіст відсутній, передпліччя: 118—137 мм, розмах крил самців до 907 мм. Цей рід має найбільший статевий диморфізм між Chiroptera. Самці, вага яких у середньому становить 420 грамів, вдвічі важчі самиць, вага яких у середньому становить 254 грамів.

## Опис
Забарвлення сірувато-коричневе. Груди блідіше, а світлий відтінок поширюється навколо шиї, утворюючи щось на зразок комірця. Біла пляма розташована біля основи вуха.

## Поширення та екологія
Трапляється в широкому діапазоні середовищ проживання, у тому числі населяє низинні тропічні вологі ліси, річкові ліси, болотяні ліси, мангрові ліси, пальмові ліси, рідше вологі саванни. Лаштує сідала з 20 до 30 метрів під пологом лісу. Живиться в першу чергу інжиром та іншими фруктами, зокрема культивованими культурами.
Цей вид кажанів згідно проведених досліджень є резервуаром вірусу Ебола, який спричинює у людей відповідну тяжку гарячку.